# Tetraedro truncado
Em geometria, o tetraedro truncado é um sólido de Arquimedes. Tem 4 faces hexagonais regulares, 4 triângulos equiláteros, 12 vértices e 18 arestas (de dois tipos). Pode ser construído truncando todos os 4 vértices de um tetraedro regular e, um terço do tamanho da aresta.
Um truncamento mais profundo, removendo um tetraedro de metade do tamanho de aresta de cada vértica, é chamado retificação. A retificação de um tetraedro produz um octaedro.

## Área e volume
Área A e o volume V de um tetraedro truncado de lado a:
{\displaystyle A=7a^{2}{\sqrt {3}}\approx 12,1244~a^{2}}.
{\displaystyle V={23a^{3}{\sqrt {2}} \over 12}\approx 2,7106~a^{3}}

## Exemplos

Tetraedro truncado em rotação
Tetraedro truncado (Matemateca IME-USP)